# Gui VI de La Trémoille
 (juillet 2014).
Si vous disposez d'ouvrages ou d'articles de référence ou si vous connaissez des sites web de qualité traitant du thème abordé ici, merci de compléter l'article en donnant les références utiles à sa vérifiabilité et en les liant à la section « Notes et références ».
Gui VI  de La Trémoille ou Gui de La Trimouille,,, dit « le Vaillant », né en 1343/1346 et décédé en 1397/1398, est Porte-Oriflamme de France, grand chambellan héréditaire de Bourgogne et favori du duc Philippe le Hardi, qui lui donne la seigneurie de Jonvelle le 18 juin 1378.

## Biographie
Membre de la Maison de La Trémoïlle, fils de Gui V (1315-1350) et de Radegonde (de) Guénand (1320-1387 ; fille de Guillaume II Guénand, sire des Bordes et du Blanc, et de Brunissende de Thiern), il se maria en 1382/1383 avec Marie de Sully, princesse de Boisbelle, dame de Sully, de  Craon, Ste-Hermine, Châteauneuf, Rochefort, comtesse de Guînes, fille de Louis de Sully et d'Isabelle de Craon, (remariée en 1400/1401, veuve de Guy VI, avec Charles Ier d'Albret, comte de Dreux, connétable de France), qui lui donne plusieurs enfants, dont :
- Georges Ier de La Trémoille, courtisan, né en 1382/1385 (date incertaine) et mort en 1446 ; favori de Charles VII, il participe cependant à la Praguerie. Marié 1° 1416 à Jeanne II, comtesse d'Auvergne et de Boulogne (1378-1424 ; veuve de Jean de Berry ; Sans postérité), puis 2° 1426 à Catherine de L'Isle-Bouchard, d'où (du 2°) la suite de la branche aînée des La Trémoïlle.
- Jean de La Trémoille († 1449, Sans postérité), seigneur de Jonvelle, chevalier de la Toison d'Or (1430), marié le 17 juillet 1424 à Jacqueline d'Amboise, fille d'Ingelger II et Jeanne de Craon. Il fit partie des seigneurs qui accompagnèrent le duc de Bourgogne Jean sans peur lors de l'entrevue du Dauphin et du duc au pont de Montereau[5].
- Marie/Marthe de La Trémoïlle († av. 1433/1439), x 1402 Louis II de Chalon-Tonnerre (1380-1422) : Sans postérité.
- Marguerite de La Trémoïlle († 1413), x 1412 Renaud VI de Pons, vicomte en partie de Turenne et de Carlat, d'où Jacques Ier de Pons.
- Isabeau de La Trémoille (1385-?), femme de Pierre de Tourzel d'Alègre en 1409 (cf. l'article Yves), puis deuxième épouse vers/après 1415 de Charles Ier, fils de Bureau III de La Rivière. Remariée enfin en 1433 à Guillaume de Thil-Châteauvillain († 1439), chevalier, conseiller et chambellan du roi Charles VI.

En septembre 1382, Gui fut touché par la triste situation où se trouvait alors la Chartreuse de Lugny. Il fonda six places pour remplir le nombre des religieux chartreux qui devaient y être. Il acheta pour cela des fonds en divers endroits qu’il donna à cette chartreuse et paya les amortissements de tous ces fonds qui pouvaient être dus aux seigneurs dont ils dépendaient.
En 1396, Gui de La Trémoille lance la construction du château actuel de Sully-sur-Loire, et Raymond du Temple (architecte du roi Charles V de France et du duc Louis Ier d’Orléans) en dresse les plans.
Gui VI participe à la croisade contre les Turcs de Jean Ier de Bourgogne au cours de laquelle il est fait prisonnier, en 1396, après la bataille de Nicopolis. Libéré après paiement d’une rançon, il meurt de maladie sur le chemin du retour, à Rhodes en 1397.

## Ancêtres et Fratrie
1) Parmi les ancêtres de Guy VI de La Trémoïlle, citons (généalogie simplifiée) :  
- Pierre Ier (1re moitié du XIe siècle), sire de la Trimouille. Père de - Guillaume Ier († ap. 1070), qui lui-même enfanta - Audebert Ier (Aubert, Audibert) († 1109), fondateur de Ville-Salem en 1089, marié à Pasquette, d'où : 
  - - Guy Ier (fl. à la fin du XIe siècle et la 1re moitié du XIIe siècle). Père de - Guillaume II (1re moitié du XIIe siècle), seigneur de La Trimouille et de Lussac, époux de Mélis(s)ende, dont - Guillebaud, qui fut père de - Audebert II (Aubert, Audibert) (XIIe siècle), qui lui-même enfanta : 
    - - Humbert, sire de La Trimouille et de Lussac-les-Eglises, marié vers 1200 à Mathilde de Château-Guillaume, d'où : - Audebert III (v. 1200-v. 1260), sire de La Trimouille, Lussac et Château-Guillaume, sénéchal de la Marche, marié à Aliénor, dont : 
      - Guy II (2e moitié du XIIIe siècle), père d'Anise (x Hugues III de Lusignan des Marets/des Marais de Lezay, issu d'Hugues VII) et de - Guy III (2e moitié du XIIIe siècle et début du XIVe siècle), sire de La Trimouille, Lussac Château-Guillaume, et Rochefort-en-Berry (probablement Rochefort-sur-Creuse à Sauzelles), qui eut pour successeur son fils : 
        - Guy IV (v 1290-1360), x 1315 Alips/Alix, fille héritière de Guillaume, seigneur de Vouhet, de Preissac et Fontmorand, du/des Vazois (cf. Vazois), d'où : - Guy V (1315-1350 ; son frère cadet Amiel de La Trémoille fonde la branche de Fontmorand), époux de Radegonde Guénand (1320-1387) : Parents de notre - Guy VI (v. 1343/1346-† v. 1397), et de...

2) Guy VI avait pour frères puînés, fils cadets de Guy V et de Radegonde Guénand : 
- ...Guillaume de La Trémoille (peut-être † à Nicopolis en 1396), maréchal de Bourgogne, sire de Grignon, marié à Marie de Mello-branche d'Epoisses et Givry (cf. l'article Dreux), dame d'Uchon et de Bourbon-Lancy, d'où : 
  - Marguerite de La Trémoille, x David d'Auxy d'Hangest († 1415 à Azincourt),
  - Jeanne de La Trémoille († v. 1398), x Jean III de Rochefort de Châtillon du Puiset († 1450),
  - Philippe de La Trémoïlle (semble-t-il) († 1396 à Nicopolis, avec son père ?), x Éléonore, fille d'Eudes de Culant, remariée vers 1400 à Guichard II Dauphin de Jaligny et Combronde (1366-† 1415 à Azincourt), Souverain-maître de l'Hôtel
  - Bonne de La Trémoille († 1434), x 1396 Mathée/Mathieu III de Longwy (Neublans > Chaussin et Longwy), sire de Rahon et de Givry,
  - et leur frère aîné, Guy de La Trémoille († av. 1438), baron de Bourbon-Lancy, seigneur d'Uchon et de Pierre-Perthuis, x 1409 Marguerite de Noyers, dame d'Antigny, comtesse de Joigny († av. 1434), arrière-arrière-petite-fille du maréchal Miles IX de Noyers, et fille de Miles (II, XI, XIV) de Noyers et de Marguerite, fille de Bernard II comte de Ventadour et de Montpensier, dont : 
    - Louis de La Trémoïlle († v. 1464), comte de Joigny, baron de Bourbon-Lancy, sire d'Uchon et d'Antigny, x 1° 1436 Philippe de Bourgogne (1410-1462), fille de Jean II de Montaigu de Couches et d'Isabelle de Mello (dame de La Ferté-Chauderon, d'Epoisses et de Givry, fille de Guillaume IV de Mello (cf. Dreux) et nièce de Marie de Mello ci-dessus), puis 2° Marguerite de Cortiambles : Sans postérité,
    - Jeanne de La Trémoille († 1454), dame de Grignon et Pierre-Perthuis, x 1425 Jean de Chalon, sire de Vitteaux, de Lormes-Chalon et de L'Isle-sous-Montréal : d'où la suite des comtes de Joigny et des sires de Givry, Uchon, Grignon, Pierre-Perthuis, Vitteaux, Lormes-Chalon, L'Isle-sur-Serein,
    - Claude/Claudine de La Trémoille († 1438), dame d'Antigny et de Bourbon-Lancy, x 1434 Charles de Vergy d'Autrey († 1467), d'où la suite des sires d'Antigny et de Bourbon-Lancy.
- et ...Pierre de La Trémoille (v. 1348-ap. 1426), baron de Dours en Ponthieu par acquisition en 1413, x 1402 Jeanne, fille de Jean Lancelot de Longvilliers d'Engoudsent, d'où : 
  - Marguerite de La Trémoille († v. 1452/1457), x Jean de Hornes (v. 1400-1436), sire de Baussignies/Baucignies et Montcornet , de Gaesbeek, de Hondschoote, et de Braine, vicomte de Bergues et de Furnes : Postérité
  - Agnès de La Trémoille (v. 1410-1488), x 1438 Philibert de Jaucourt de Villarnoult († v. 1462), Sans postérité
  - Jacqueline de La Trémoille, x 1° André de Toulongeon, chevalier de la Toison d'Or (1432, année de sa †), et 2° Jean de Luxembourg († 1466), dit « Hennequin », seigneur de Hautbourdin, chevalier de la Toison d'Or (1433)
  - Jean (Ier) de La Trémoille (1385-av. 1453), baron de Dours, sire d'Engoudsent, de La Motte-en-Santerre et d'Allonville, x 1° Renaude de Mello-St-Parise, et 2° 1425 Jeanne de Créqui la Jeune (v. 1402-1466), fille de Jean IV de Créquy et sœur de Jean V, d'où (du 1° ou du 2° ?) : 
    - Jeanne l'Aînée († 1470), x 1449 Josse van Halewijn/van Hallwi(j)n (de Halluin) de Piennes (Peene : Noordpeene, Zuytpeene) († 1472),
    - Marguerite/Jeanne de La Trémoille, x 1° Philippe du Bois (de Fiennes) du Bois d'Esquerdes d'Annequin[7] (fils de Jean II du Bois d'Esquerdes ; dont : Jean III, père entre autres enfants de Jean IV — qui marie 1° 1493 Louise de Crèvecœur, fille d'Antoine et de Marguerite de La Trémoille ci-dessous — et d'Antoine du Bois de Fiennes d'Esquerdes, évêque de Béziers), puis x 2° Jacques de Crèvecœur († 1439), chevalier de la Toison d'Or (1433), d'où : le maréchal Philippe de Crèvecœur[8]
    - (du 2°) Jeanne la Jeune († 1500), x Jean de Rouvroy de St-Simon : Postérité,
    - et leur frère aîné, Jean (II) de La Trémoille († ap. 1480), baron de Dours etc., x Marguerite de Contay, dont : 
      - Marguerite de La Trémoille († ap. 1496), dame de Dours, d'Engoudsent, d'Allonville, x Antoine de Crèvecœur de Thiennes et de Thois († v. 1492), Grand-louvetier de France, gouverneur d'Arras, demi-frère aîné consanguin du maréchal Philippe ci-dessus, d'où : 
        - François de Crèvecœur (né v. 1480-† av. 1505), sire de Crèvecœur-le-Grand, d'Engoudsent, de Thoix et de Thiennes, mari de Jeanne, fille de Charles de Rubempré, dont : Louise de Crèvecœur, x 1° 1517 Guillaume Goufier, l'amiral de Bonnivet (Postérité), et x 2° Antoine d'Halluin/d'Halewijn, sire de Piennes/Peene (Noordpeene, Zuytpeene) et de Maignelay, d'où le duc Charles
        - Philippe (Philippote, Philippa) de Crèvecœur, dame de Dours et d'Allonville, x 1486 Charles d'Ailly, sire de Picquigny, vidame d'Amiens († 1522)
        - Louise de Crèvecœur, x 1493 Jean IV du Bois (de Fiennes) d'Esquerdes ci-dessus (cf. Racines&Histoire : Bische, p. 5 et 6)
        - Jeanne de Crèvecœur, x 1° 1498 Jean (de) Bi(s)che de Cléry et d'Esnes, vicomte de Laon.